# Spyridōn Merkourīs
Spyridōn Merkourīs (in greco Σπυρίδων Μερκούρης?; Ermioni, 1856 – Atene, 1939) è stato un politico greco.

## Biografia
Nasce a Ermioni da una famiglia agiata. Entrambi i suoi nonni combatterono nella Guerra d'indipendenza Greca. È stato sindaco di Atene dal 1899 al 1914. Tuttavia nel 1916 venne incarcerato ed esiliato in Corsica in seguito agli eventi di novembre. Uscito dalla prigionia nel 1920 è nuovamente Sindaco di Atene dal 1929 al 1934.
È stato inoltre il nonno di Melina Merkouri.